# Drosophila merzi
Drosophila merzi este o specie de muște din genul Drosophila, familia Drosophilidae, descrisă de Vilela și Bachli în anul 2002. Conform Catalogue of Life specia Drosophila merzi nu are subspecii cunoscute.